# مستشفى الطلبة سبورتنج
مستشفى الطلبة سبورتنج هو مستشفى أطفال حكومي مصري، تابع للهيئة العامة للتأمين الصحي إحدى هيئات وزارة الصحة والسكان، يقع في منطقة سبورتنج بحي شرق بمدينة الإسكندرية، يعمل المستشفى في تخصص طب الأطفال ويستقبل المرضى من الأطفال وطلبة المدارس فقط في نطاق محافظات الإسكندرية، مطروح، والبحيرة، بلغت القدرة الاستيعابية للمستشفى في يناير 2016 حوالي 300 سرير، سبعة غرف عمليات، ثلاثة وحدات للعناية المركزة، وخمسة غرف إفاقة، وأربعة حضانات للأطفال.

## التاريخ
أنشأ المستشفى من خلال كبار عائلات الطائفة اليهودية في الإسكندرية وهي عائلات منشه، قطاوي، وسوارس، تحت اسم "المستشفى الإسرائيلي بالإسكندرية"، على قطعة أرض بلغت مساحتها حوالي 2.15 فدان، وذلك لخدمة أبناء الطائفة اليهودية صحيًا، واُفتتح رسميًا في 18 يوليو 1930، وكان سعة المستشفى وقتها 80 غرفة تضم 14 سرير، وبلغ عدد العاملين بها 19 طبيبًا، 19 ممرضة، و44 من المساعدين، وظل المستشفى تحت إدارة الجمعية الخيرية الإسرائيلية في الإسكندرية حتى تأميمها في الخمسينات، وتم تغيير اسمه إلى اسمه الحالي "مستشفى الطلبة سبورتنج"، وفي سنة 1962 انتقلت تبعية المستشفى إلى المؤسسة الصحية العمالية، ثم إلى الهيئة العامة للتأمين الصحي سنة 1964.

## الأقسام والتخصصات
يضم مستشفى الطلبة سبورتنج العديد من التخصصات الطبية والأقسام وهي الطوارئ، العظام، القلب، جراحة القلب، الأنف والأذن، الرمد، الباطنة، الأورام، المخ والأعصاب، النفسية والعصبية، الغدد، الأمراض الوراثية، الجهاز الهضمي، الروماتيزم، الوجه والكفين، العمود الفقري، الجراحة العامة، جراحة المسالك، الأشعة، والمعامل.

## معرض الصور

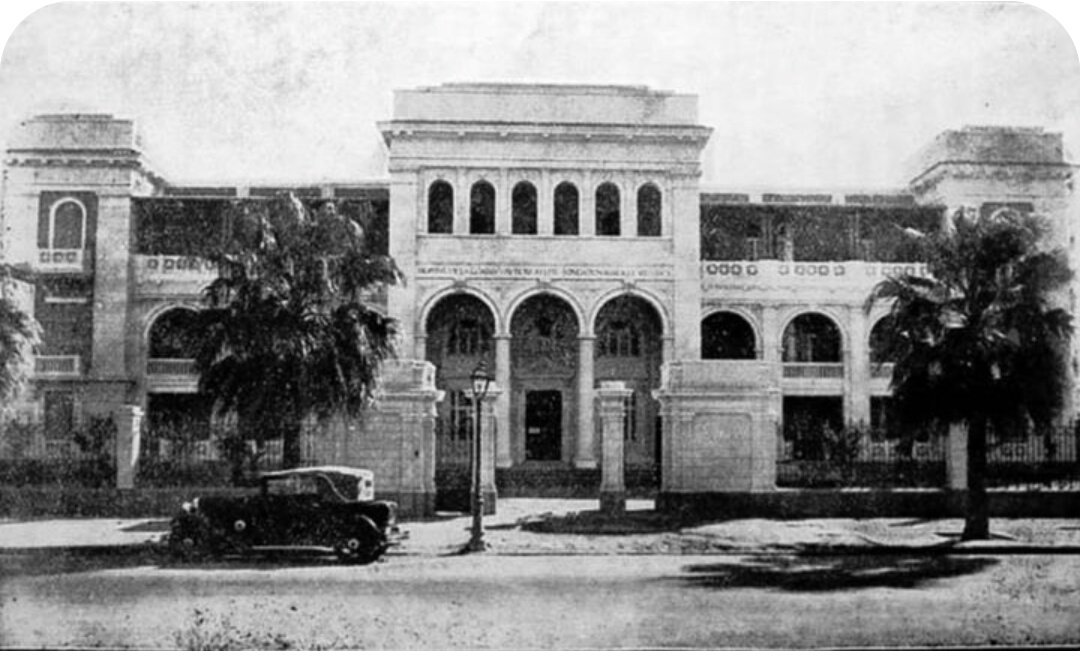
المستشفى سنة 1932
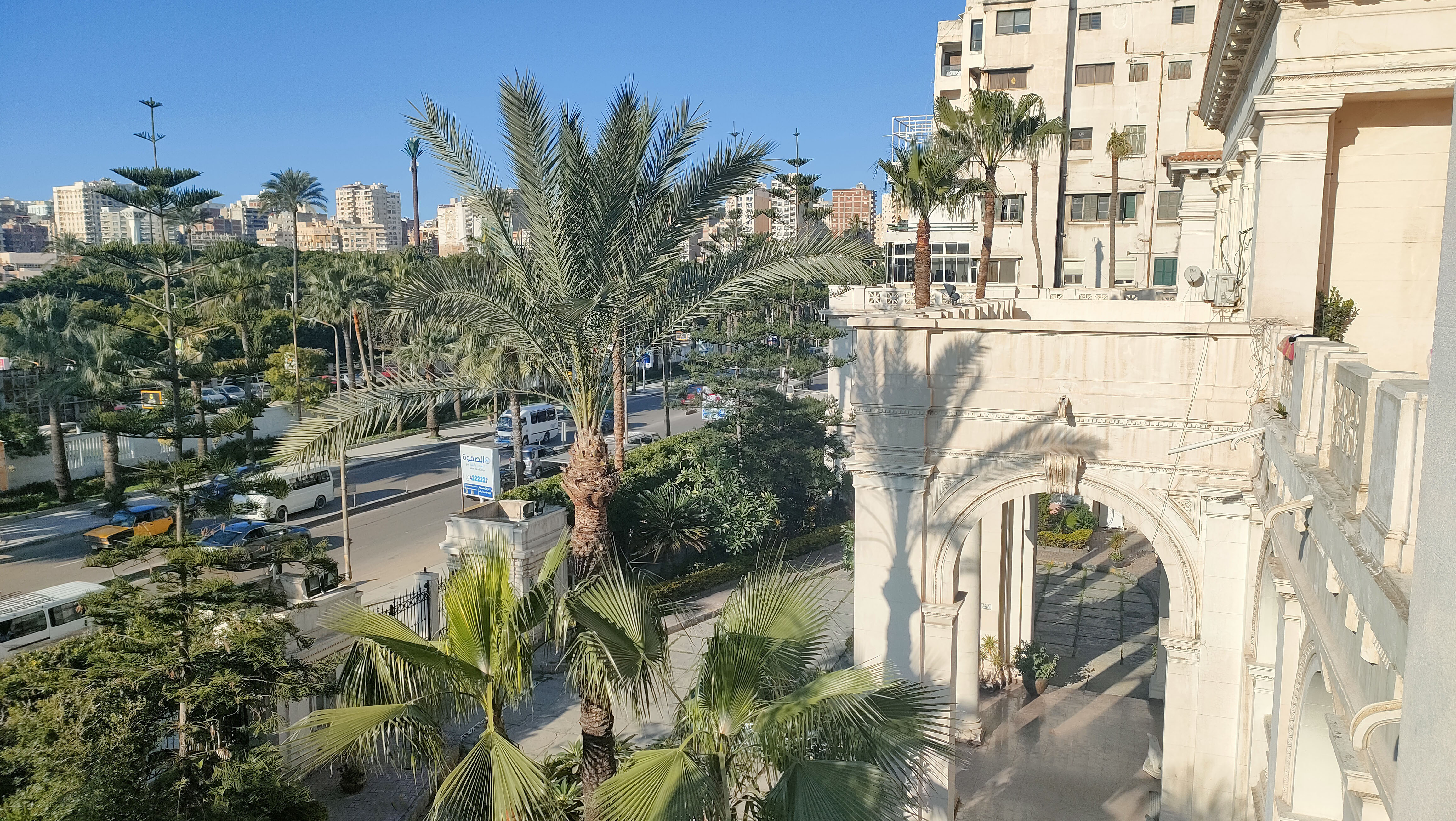
المستشفى وشارع أبو قير

## وصلات خارجية
- الموقع الرسمي للهيئة العامة للتأمين الصحي.